# قرس (جبلة)

تعديل مصدري - تعديل

قرس محلة تابعة لقرية فحل، التابعة لعزلة جبل رعوين بمديرية جبلة إحدى مديريات محافظة إب في الجمهورية اليمنية، بلغ تعداد سكانها 66 حسب تعداد اليمن لعام 2004.